# مارفن ريس
مارفن ريس هو سياسي بريطاني، ولد في أبريل 1972 في برستل في المملكة المتحدة. نشط حزبياً في حزب العمال. وقد انتخب عمدة برستل ‏ (مايو 2016 – ).